# Wahoo
Der Wahoo (Acanthocybium solandri) ist ein großer Raubfisch aus der Familie der Makrelen und Thunfische (Scombridae). Er ernährt sich von anderen Fischen und Kopffüßern.

## Aussehen
Der Wahoo ähnelt mit seiner schlanken, torpedoförmige Gestalt einem Barrakuda. Die Flössel zwischen der letzten Rücken- bzw. Afterflosse und der Schwanzflosse zeigen aber eindeutig seine Verwandtschaft mit den Thunfischen. Der Wahoo erreicht durchschnittlich eine Körperlänge von 100 cm bis 170 cm, die Maximallänge liegt bei ca. 210 cm, bei einem Gewicht von etwa 83 kg. Der Körper ist seitlich nur leicht abgeflacht und von kleinen Schuppen bedeckt. Das Maul ist groß und so lang wie der übrige Kopf. Es ist mit starken, dreieckigen, fein gesägten Zähnen besetzt, die einreihig angeordnet sind. Der hintere Teil des Oberkiefers wird vollständig vom Präorbitalknochen (Knochen vor der Augenhöhle) bedeckt. Kiemenreusenstrahlen fehlen. Der Wahoo hat zwei Rückenflossen, gestützt wird die erste und längere von 23 bis 27 Hartstrahlen, die zweite und kürzere jedoch von 12 bis 16 Weichstrahlen. Dahinter befinden sich 8 bis 9 Flössel. Die kurze Afterflosse, die symmetrisch zur zweiten Rückenflosse ist, besitzt 12 bis 14 Flossenstrahlen, gefolgt von 9 Flössel. Der Schwanzflossenstiel ist schmal, die Schwanzflosse selbst sichelförmig. Die einzelne Seitenlinie verläuft zuerst nah der Rückenlinie und biegt dann, unter der Mitte der ersten Rückenflosse, abrupt zur Mitte der Körperseite ab. Eine Schwimmblase ist vorhanden.
Das für viele Thunfischartige typische Korsett aus der aus großen, dicken Schuppen bestehenden Panzerung hinter dem Kopf und rund um die Brustflossen fehlt. Der Wahoo hat 62 bis 64 Wirbel, 30 bis 32 vor dem Anus und 31 bis 33 Schwanzwirbel. Der Rücken des Wahoo ist schwärzlich und irisiert blaugrün, die Körperseiten sind silbrig mit 24 bis 30 kobaltblauen, schmalen, senkrechten Streifen, die bis über die Seitenlinie reichen. Einige sind doppelt oder Y-förmig. Die Querstreifen werden nach dem Tod der Tiere schwarz.

## Verbreitung
Der Wahoo lebt in lockeren Gruppen in tropischen und subtropischen Bereichen des Atlantik (inklusive Karibik und Mittelmeer), z. B. vor La Palma und des Indopazifik auch fern der Küsten auf der Hochsee. Innerhalb seines großen Verbreitungsgebiets hat er viele lokale Namen, so etwa:
- Peto (Lateinamerika), Kanarische Inseln
- Ono (Hawaii)
- Tangigue (Philippinen)

## Ernährung
Er ernährt sich von Fischen und Kopffüßern. Zu den nachgewiesenen Beutefischen zählen Heringe, Fliegende Fische, Laternenfische, kleine Stachelmakrelen und Igelfische.